# Kanton Petit-Canal
Kanton Petit-Canal is een kanton van het Franse departement Guadeloupe. Kanton Petit-Canal maakt deel uit van het arrondissement Pointe-à-Pitre en telt 17.822 inwoners (2019).

## Gemeenten
Het kanton Petit-Canal omvat de volgende gemeenten:
- Anse-Bertrand
- Petit-Canal
- Port-Louis